# Phobetes dauricus
Phobetes dauricus là một loài tò vò trong họ Ichneumonidae.